# Hendrik de Man

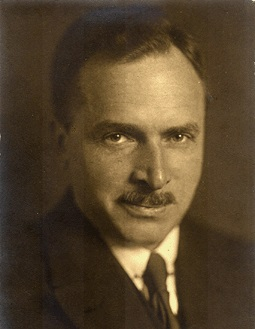
Hendrik de Man (ca. 1935)

Hendrik de Man (französisch Henri de Man; * 17. November 1885 in Antwerpen; † 20. Juni 1953 nahe Murten, Kanton Freiburg) war ein belgischer Sozialpsychologe, Theoretiker des Planismus, Politiker der Belgischen Arbeiterpartei (POB/BWP) und späterer NS-Kollaborateur. Er war von 1935 bis 1936 Minister für öffentliche Arbeiten und Abbau der Arbeitslosigkeit, anschließend bis 1938 Finanzminister Belgiens sowie von 1938/39 bis 1940 Parteivorsitzender der POB/BWP.

## Biographie

### Bis 1918
Hendrik de Man wuchs in Antwerpen in einer bürgerlichen Familie auf und studierte nach dem Abitur an der Universität Brüssel und der Universität Gent Mathematik. 1905 wurde er der Universität Gent verwiesen, weil er sich an einer Demonstration für die aufständischen russischen Arbeiter beteiligt hatte, und ging nach Deutschland, das ihm als „das gelobte Land des Marxismus erschien“. Nach Anfängen als Korrespondent für sozialistische belgische Zeitungen wurde er Redakteur der Leipziger Volkszeitung. Neben seiner journalistischen Arbeit studierte er an der Universität Leipzig Nationalökonomie, Geschichte, Philosophie und Psychologie und wurde zum Dr. phil. promoviert. Ein Semester 1907/08 verbrachte er an der Universität Wien. 
Während seiner Leipziger Journalistenjahre hatte er persönlichen Kontakt zu August Bebel, Karl Kautsky, Karl Radek, Rosa Luxemburg und Karl Liebknecht. Gemeinsam mit Liebknecht und Ludwig Frank leitete er von 1906 bis 1908 das internationale Sekretariat der sozialistischen Jugendorganisationen. 1910 trat er in London der Social Democratic Federation bei. Nach seiner Rückkehr 1911 verursachte er durch seine radikalen Ansichten beinahe eine Spaltung der Belgischen Arbeiterpartei Parti Ouvrier Belge (POB; flämisch: Belgische Werklieden Partij, BWP).

### Zwischenkriegszeit: Professor und Minister
Nach dem Ersten Weltkrieg lehrte de Man Sozialpsychologie an der University of Washington in Seattle und engagierte sich dort für ausgebeutete Farmarbeiter. Aufgrund seiner politischen Aktivitäten verlor er den Lehrauftrag.
Nach seiner Rückkehr nach Belgien gründete de Man 1921 in Uccle/Ukkel eine Arbeiterhochschule (Vlaamse Arbeidershogeschool / École ouvrière supérieure belge) mit einer flämischen und einer französischsprachigen Abteilung. In der Arbeiterhochschule, lebten – vor allem junge – Arbeiter jeweils ein Jahr lang in einem Wohnheim zusammen, arbeiteten einen Großteil des Tages in ihren jeweiligen Berufen, um ihren Lebensunterhalt zu verdienen, und studierten in der verbleibenden Zeit, um danach Führungsaufgaben in der Arbeiterbewegung zu übernehmen. Zwischen 1922 und 1926 unterrichtete de Man an der Akademie der Arbeit in Frankfurt am Main. 1929 wurde er Lehrbeauftragter für Sozialpsychologie und Sozialpädagogik an der Universität Frankfurt. 
Am 21. Juli 1930 wurde er von Benito Mussolini aufgrund der Neuausgabe von Au-delà du marxisme kontaktiert. Mussolini schätzte das Werk und meinte, dass er de Mans Kritik des Marxismus für besonders relevant halte. Er war aber der Überzeugung, die Kritik de Mans, der Sowjetkommunismus würde sich mit nationalistischen, militaristischen und feudalistischen Revolutionen verbünden, betreffe und missinterpretiere den Faschismus. In seiner Antwort vom 23. August 1930 gab de Man zum Ausdruck, geehrt zu sein, von einem „so illustrem und kompetenten Leser“ bemerkt worden zu sein. De Man fuhr fort, dass seine Kommentare über nationalistische, militaristische und feudalistische Tendenzen nicht den Faschismus beschreiben sollten, sondern die Verbündeten Russlands im Orient. Weiterhin drückte er aus, zwar kein Faschist zu sein, sondern ein „freiheitsliebender Sozialist“, aber ein großer Bewunderer Mussolinis und hoffnungsvoll aufgrund seiner „intellektuellen Tatkraft“. Sein Brief endet mit Danksagungen, der Beteuerung seiner Liebe, sowohl zu dem italienischen Volk, als auch zu der Freiheit und schlussendlich mit einem Ausdruck der Hoffnung auf den Sieg des Faschismus über die historischen Hindernisse der Unfreiheit.
Im Januar 1931 beschrieb de Man seine Sicht der Zukunft mit drei Möglichkeiten:
1. Die Weltwirtschaftskrise endet und ohne die ökonomischen Faktoren, welche den Faschismus bestärken, scheitert dieser. Die Demokratie überlebt und der Sozialismus setzt sich langsam durch ansteigenden Wohlstand durch.
2. Die Krise hält an und der Faschismus erlangt die Macht. Der Gegenangriff der Sozialisten scheitert und die Folgen sind „apokalyptisch“.
3. Die Krise hält an und der Faschismus erlangt die Macht. Ausgehend von den historisch reformistischen, sozialdemokratischen Parteien – nicht von den revolutionären – gelingt ein siegreicher Gegenstoß und schafft eine Gegendiktatur.[5]

Nach der Machtübernahme der Nazis wurde de Man 1933 die Lehrbefugnis entzogen. Daraufhin kehrte de Man nach Belgien zurück und entwickelte den sogenannten Plan de Man, eigentlich Plan du Travail (Plan der Arbeit). Dieser wird zwar manchmal mit Franklin Delano Roosevelts New Deal verglichen oder zur Abwehr gegen den Faschismus gedeutet, ist aber vielmehr ein Versuch der Verwirklichung der ersten Zukunftsvision von de Man und dient laut de Man nur dazu die Monopolisierung des Korporatismus durch die Faschisten zu verhindern, also faschistische Wirtschaftspolitik in die sozialistische Bewegung einzubinden. Er sollte eine Bekämpfung der Arbeitslosigkeit durch Planwirtschaft und die Entmündigung unterschiedlicher Arbeiterorganisationen erreichen, um die „Mauer des Geldes“ mit der „Front der Arbeit“ zu überwinden. Diese wird laut der Propaganda für den Plan der Arbeit von den „137 Familien“ des „parasitären“ und „unproduktiven“ „Neofeudalismus des Zinskapitals“ bewacht. Des Weiteren solle er einen „nationalen Sozialismus“ sichern: diesen qualifiziert de Man in einem Interview mit Independence Belge genauer. Darin geht de Man auf Paul-Henri Spaaks Vorstellungen eines „nationalen Sozialismus“ positiv ein. Er definiert diesen jedoch neu, indem er ihn folgendermaßen bestimmt: „ein Sozialismus, welcher die urwüchsige Bedeutung des nationalen Fakts erkennt – ein Sozialismus, welcher versucht Alles zu realisieren, was im nationalen Gerüst realisierbar ist, statt sich auf den bequemen Boden eines platonischen Internationalismus zu flüchten“. Der Plan hatte die Unterstützung der Belgischen Arbeiterpartei, aber wurde von vielen Kommunisten und Sozialisten – unter anderem Leo Trotzki – scharf kritisiert.
Der Plan der Arbeit begründet den Beginn der Ideologie des Planismus, welche sich als Gegenstück sowohl zum Marxismus, als auch zum Reformismus versteht. Der Planismus wird generell dem Neosozialismus zugeordnet und steht der französischen Variante dieses besonders nahe. Ein Grund für diese Nähe ist de Mans Einfluss auf bedeutende Persönlichkeiten des französischen Neosozialismus wie zum Beispiel René Belin. Planismus war von großer Bedeutung in der Geschichte der Sozialdemokratie und des Antikommunismus in Europa. Ein bedeutender Moment seiner Einflussnahme im politischen Geschehen des Kontinents ist eine von de Man veranstaltete Konferenz im Kloster Pontigny. An dieser nahmen politische Funktionäre und Denker aus ganz Europa teil, darunter René Belin und Robert Lacoste. Dies führte zu einer Vorbildfunktion des Planismus in vielen Ländern. Beispiel für die Auswirkungen dieser Einflussnahme sind das sozialdemokratische Programm in der Schweiz von 1935, das Programme du Conseil national de la Résistance vom 15. März 1944, so wie die Révolution nationale des Vichy-Regimes. 
Die ursprünglichen Impulse des Planismus sind:
1. Die Sozialisierung des Banken- und Kreditsystems zu Gemeineigentum
2. Die Sozialisierung der kapitalistischen Großindustrie, welche laut de Man bereits in einer Monopolstellung konzentriert sind
3. Enteignung der Großgrundbesitzer in den Ländern, welche noch eine Großgrundbesitzerklasse vorweisen[12]
4. Die Ermächtigung der Finanzministerien zur rapiden Umsetzung des Plans und einer Konzentrierung der Kompetenz[13]

Diese wurden jedoch während der Konferenz 1934 durch zwei Modifikationen hin zum „nationalen Sozialismus“ ergänzt:
1. Das Ziel der nationalen Implementierung ist nicht mehr dem einer internationalen Implementierung untergeordnet und hat Vorrang, daher ist die aktuelle Phase der Sozialisierung rein national.
2. Der Kern der Sozialisierung ist weniger die Übertragung von Eigentum, als die Übertragung von Macht. Die Frage der Kontrolle hat Vorrang über die des Eigentums.[14]

Konkretes Ziel des Planismus ist die Bekämpfung des Marxismus und der politischen Instabilität. Außerhalb von faschistischer und sozialdemokratischer Wirtschaftspolitik zu Zeiten des Zweiten Weltkriegs hatte der Planismus auch eine Bedeutung für die Nachkriegszeit. Diese beginnt noch während des Krieges mit dem Katholischen Block, welcher mit der Belgischen Arbeiterpartei koalierte als der Plan der Arbeit konzipiert wurde. Dies war jedoch die erste Einflussnahme des Planismus auf die Wirtschaftspolitik einer christlichen Partei, welche sich nach dem Krieg, als eine der neuen Ideologie der Christdemokratie verbundene Partei, rekonstruierte. Des Weiteren prägte der Planismus die Christdemokratie nicht nur in Belgien, sondern im gesamten kapitalistischen Block Europas. Sozialdemokratische und christdemokratische Nachrkriegs-Wirtschaftspolitik, welche durch Planismus beeinflusst wurde, wird oft als neokorporatistisch bezeichnet. Beispiele hierfür sind die Sozialpartnerschaft, die Konzertierte Aktion und ähnliche Modelle in den sogenannten sozialen Marktwirtschaften.
Im März 1935 trat de Man als Minister für öffentliche Arbeiten und Abbau der Arbeitslosigkeit der ersten Regierung Paul van Zeelands (Katholische Partei) bei. Im Mai 1936 übernahm er das Finanzministerium in van Zeelands zweiter Regierung und behielt dieses Amt auch im Kabinett des liberalen Premierministers Paul-Émile Janson bis Mai 1938. Als Minister ohne Geschäftsbereich wurde de Man 1938 von König Leopold III. beauftragt, Belgien aus dem sich abzeichnenden Krieg herauszuhalten. Er war seit 1933 stellvertretender Vorsitzender der Belgischen Arbeiterpartei und trat Ende Dezember 1938 an die Stelle des verstorbenen Parteivorsitzenden Emile Vandervelde. Im Mai 1939 wurde er auch offiziell zum Vorsitzenden der POB/BWP gewählt. Die operative Führung hatten jedoch die Generalsekretäre der Partei, August De Block und Ernest Piot, inne.

### Zweiter Weltkrieg: Kollaboration und Rückzug
Auch auf sein Anraten hin entschied sich der König nach der Besetzung Belgiens durch die deutsche Wehrmacht, nicht der Regierung ins Exil zu folgen, sondern im Land zu bleiben, was letztendlich zu seiner Abdankung 1951 führte. Nach der Kapitulation begrüßte de Man diese in seinem Manifest vom 28. Juni 1940 als „Niederlage des parlamentarischen Regimes und der kapitalistischen Plutokratie“. Die Besatzung erschien ihm als eine Gelegenheit für eine neutralistische soziale und wirtschaftliche Aktion. Die Belgische Arbeiterpartei (POB-BWP) löste er auf und half, eine vom Nazi-Regime geduldete, der DAF entsprechende Einheitsgewerkschaft zu installieren. Aufgrund seines Eintretens für die belgischen Interessen wurde ihm jedoch ein Rede- und Auftrittsverbot auferlegt. Er verließ Belgien und gelangte nach Paris, wo er sich dem Kreis um Ernst Jünger anschloss.

### Nachkriegszeit: Exil und Tod
Nach der Befreiung von Paris zog er sich zunächst in eine Hütte in La Clusaz (Département Haute-Savoie) zurück. Dort schrieb er das Werk Vermassung und Kulturverfall, in welchem er als erster den Begriff der Posthistoire prägte. Dieser beschreibt die Vorstellung, dass sich die gegenwärtige Realität nach dem Ende der Geschichte abspielt. Diese Idee wurde sowohl in der Neuen Linken sowie im Werk von konservativen Denkern wie Arnold Gehlen bedeutend rezipiert. Dieser Einfluss auf die postmoderne Philosophie brachte de Mans ehemaligen Kollegen von der Universität Frankfurt, Leo Löwenthal, dazu auf sein Werk indirekt in einem Interview einzugehen. In diesem bezeichnet er die Idee der Posthistoire als die „Erklärung des Ende der Aufklärung“. Er führt weiter aus, sie sei ein „irrationales und ein neomythisches Nichtkonzept“, welches eine „gedanken- und verantwortungslose Wahl von beliebigen Themen“ darstellt und „ohne Wurzeln in irgendeiner rationalen oder moralischen Tradition“ existiert.
Nach diesem Aufenthalt in Haute-Savoie setzte er sich in die Schweiz ab, wo ein ihm ideologisch gutgesinnter Mitstreiter politisches Asyl erwirkt hatte. Am 12. September 1946 wurde er von einem belgischen Militärgericht in Abwesenheit gemäß Art. 118bis des belgischen Strafgesetzbuchs „dafür, als Militär böswillig der Politik oder den Plänen des Feindes gedient zu haben“ für schuldig befunden und zu 20 Jahren Haft und 10 Millionen Franc Schadenersatz verurteilt. Seine zwei Verteidigungsschriften De la capitulation à l’exil: Mémoire redigé par Henri de Man sur son activité sous l’occupation vom 20. Januar 1945 und Mémoire justificatif vom 30. September 1947 (welche sich an Romain Moyersoen, den damaligen Präsidenten des belgischen Senats, richtete) blieben unveröffentlicht. In letzterer reproduzierte er seine Urteilsschrift in Gänze. Seine Bemühungen um Rehabilitation scheiterten zeitlebens. Am 20. Juni 1953 starben er und seine Frau, als ihr Auto auf einem Bahnübergang nahe dem Ort Murten von einem Zug erfasst wurde.

## Familie und Privates
Henri de Man ist der Enkel des flämischen Dichters Jan van Beers.
Durch seine Vermittlung erhielt sein Neffe Paul de Man 1940 die Stelle als Redakteur bei der Zeitung Le Soir, die diesem nach seinem Tod den Vorwurf der Kollaboration mit dem Nationalsozialismus eintrug.
In seiner Freizeit angelte Hendrik de Man und verfasste zwei Bücher darüber.

## Schriften (Auswahl)

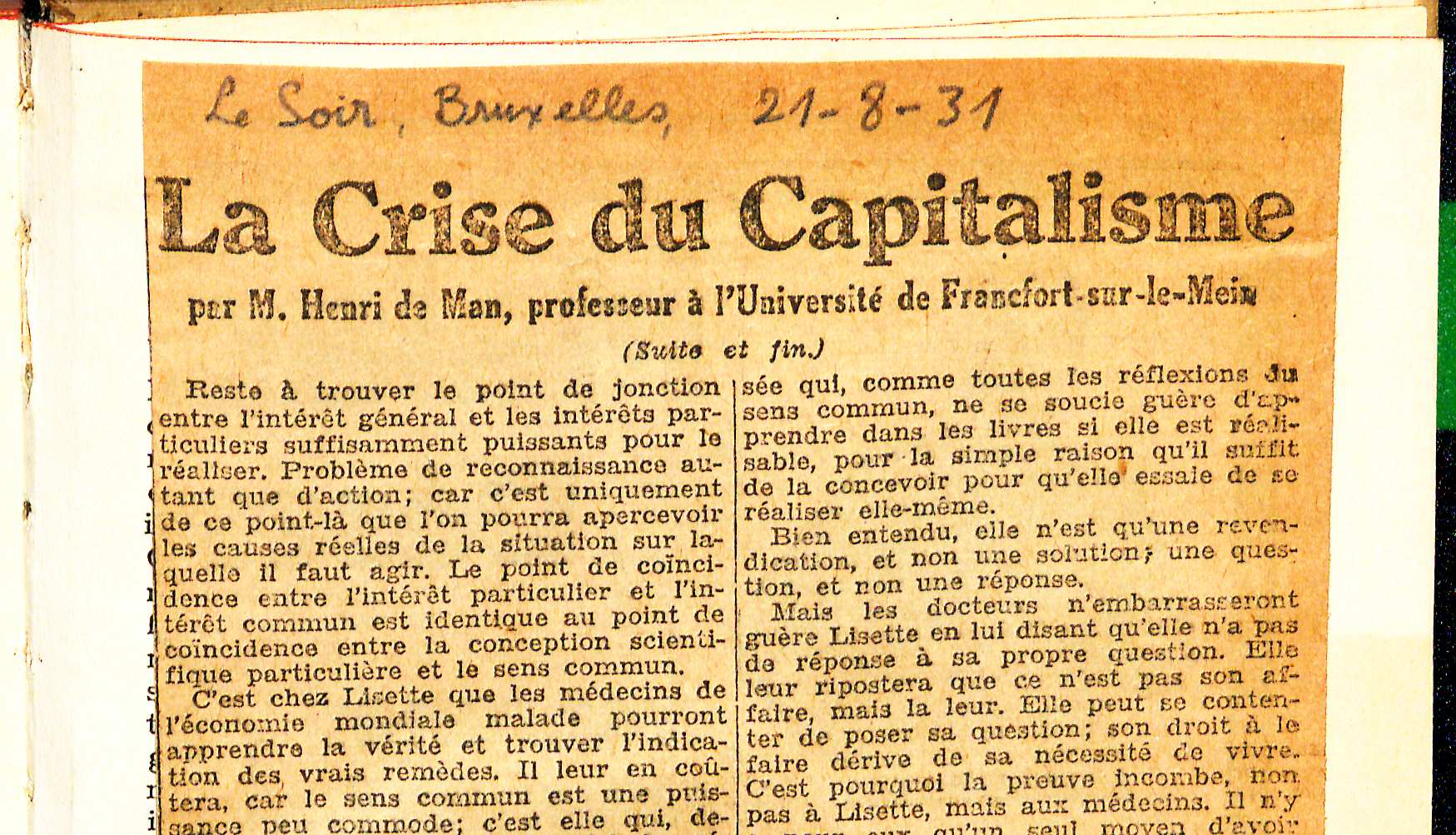
Artikel in Le Soir: La Crise du Capitalisme, 31. August 1931

- Au pays du Taylorisme. Verlag „Le Peuple“, Bruxelles 1919
- Zur Psychologie des Sozialismus. E. Diederichs, Jena 1927
- Au-delà du marxisme. L’Églantine, Bruxelles 1927 (Neuausg., Alcan, Paris 1929).[22]
- Socialisme et marxisme. L’Églantine, Bruxelles 1928
- Joie du travail. Librairie Félix Alcan, Paris 1930
- Sozialismus und Nationalfascismus. Alfred Protte, Potsdam 1931
- Réflexions sur l’économie dirigée. L’Églantine, Bruxelles 1932
- Nationalisme et socialisme. Paris 1932
- Der neu entdeckte Marx. 1932
- Die sozialistische Idee. E. Diederichs, Jena 1933
- Pour un plan d’action. M. Rivière, Paris [1934]
- Le Plan du travail. Institut d’économie européenne, Bruxelles 1934
- Corporatisme et socialisme. Éditions Labor, Bruxelles 1935
- Masses et chefs. La Nouvelle églantine, Bruxelles 1937
- Après coup, mémoires. Éditions de la Toison d’or et PUF, Bruxelles/Paris [1941]
- Réflexions sur la paix. Editions de la Toison d’Or, Paris/Bruxelles 1942
- Cahiers de ma montagne. Éditions de la Toison d’or, Bruxelles 1944
- Au delà du nationalisme. Vers un gouvernement mondial. Éditions du Cheval ailé, Genf 1946
- Cavalier seul. 45 années de socialisme européen. Éditions du Cheval ailé, Genève 1948
- Jacques Coeur - Der königliche Kaufmann. Francke, Bern 1950
- Vermassung und Kulturverfall: Eine Diagnose unserer Zeit. Francke, Bern 1951 
(2. Auflage, Lehnen, München 1952; 3. Auflage, Francke, Bern/München 1970)
- Gegen den Strom. Memoiren eines europäischen Sozialisten. Deutsche Verlags-Anstalt, Stuttgart 1953.
- Fliegenfischen leicht gemacht. Anleitung zum Angeln mit der künstlichen Fliege. Müller, Rüschlikon 1951
- Anglerfreuden. Erlebnisse eines Sportfischers in Europa und Amerika. Müller, Rüschlikon 1952